# Tình em là đại dương
Tình em là đại dương là album phòng thu đầu tay của ca sĩ - nhạc sĩ Duy Mạnh phát hành năm 2004. Hai ca khúc trong album này là "Kiếp đỏ đen" và "Hãy về đây bên anh" đã đưa Duy Mạnh trở thành hiện tượng âm nhạc trong năm.

## Sản xuất
Năm 2002, Duy Mạnh từng sản xuất một album riêng nhưng không đủ tiền để làm đĩa master nên phải dừng giữa chừng.
Album Tình em là đại dương được Duy Mạnh sản xuất vào cuối năm 2004,  với toàn bộ số vốn mà ông dành dụm được. Album gồm 10 ca khúc được ông viết riêng cho chất giọng của mình.

### Danh sách ca khúc
Tất cả các ca khúc được viết bởi Duy Mạnh.
| CD  | CD                     | CD        | CD         |
| STT | Nhan đề                | Song ca   | Thời lượng |
| --- | ---------------------- | --------- | ---------- |
| 1.  | "Xin được hoài mong"   |           |            |
| 2.  | "Hãy về đây bên anh"   |           |            |
| 3.  | "Ta mang ơn em"        |           |            |
| 4.  | "Kiếp đỏ đen"          |           |            |
| 5.  | "Tình em là đại dương" |           |            |
| 6.  | "Ta đâu có say"        |           |            |
| 7.  | "Vẫn mãi yêu em"       |           |            |
| 8.  | "Lời của trái tim"     |           |            |
| 9.  | "Ngày mai em đi"       | Hiền Thục |            |
| 10. | "Con sẽ không quên"    |           |            |

Tất cả các ca khúc được viết bởi Duy Mạnh.
| VCD | VCD                    | VCD        |
| STT | Nhan đề                | Thời lượng |
| --- | ---------------------- | ---------- |
| 1.  | "Tình em là đại dương" |            |
| 2.  | "Kiếp đỏ đen"          |            |
| 3.  | "Ta đâu có say"        |            |
| 4.  | "Hãy về đây bên anh"   |            |

## Phát hành
CD Tình em là đại dương được phát hành vào tháng 12 năm 2004, số lượng ban đầu là 2.000 bản với mục đích chỉ để làm kỷ niệm và thăm dò thị hiếu khán giả. Sau ba tháng phát hành đã tiêu thụ được khoảng 30.000 và lời 200 triệu đồng. Cuối năm 2005, Duy Mạnh tiếp tục tái bản tặng kèm thêm phiên bản VCD của album này.